# Franck Belot
Pour les articles homonymes, voir Belot.

a Compétitions nationales et continentales officielles uniquement.

b Matchs officiels uniquement.
Franck Belot, né le 18 mars 1972 à Athis-Mons, est un joueur français de rugby à XV évoluant au poste de deuxième ligne. Il joue avec le Stade toulousain durant une décennie de 1992 à 2002.

## Biographie
Il a commencé en Poussins à Castanet-Tolosan (31) , et est arrivé au Stade Toulousain en 1987, en Cadets.[réf. nécessaire]

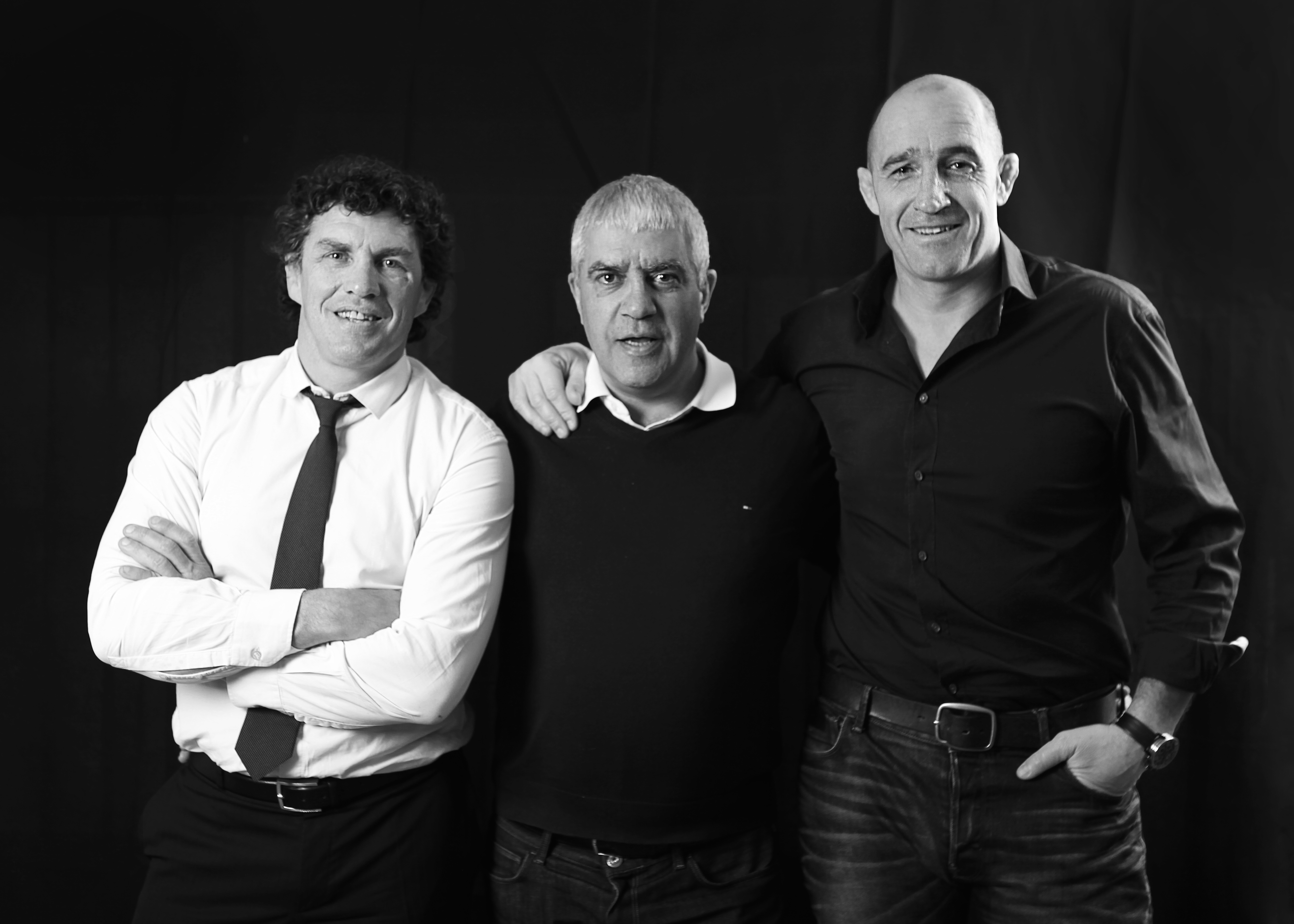
Didier Lacroix, Jean-Louis Cazes et Franck Belot

Il est dans l'équipe finaliste du Championnat de France Cadets en 1988, et fait son premier match en Equipe 1, en 1989, à 17 ans.
Il est ensuite par 2 fois Champions de France Juniors (Reichel).
Il détient, performance rare, 6 Boucliers de Brennus en étant 6 fois Champion de France sous les couleurs Rouge & Noir du Stade Toulousain (1994,1995,1996,1997,1999 et 2001).
Franck Belot forme avec Hugues Miorin une 2e ligne efficace et complémentaire[réf. nécessaire]. Le 7 janvier 1996, il joue avec le Stade la première finale de l'histoire de la Coupe d'Europe à l'Arms Park de Cardiff face au Cardiff RFC. Les stadistes s'imposent 21 à 18 après prolongations, et deviennent ainsi les premiers Champions d'Europe de l’histoire.
Il obtient son unique sélection en Equipe de France le 19 mars 2000 contre l'Irlande lors du Tournoi des Six Nations, à la suite de nombreuses sélections et capitanat en Equipe de France B.
Après avoir refusé de rejoindre le Castres olympique en 1997 et de nouveau en 1999, il est nommé capitaine de l'équipe par Guy Novès.
Il travaille avec et auprès de Didier Lacroix depuis 1997 au sein du Groupe de Communication A La Une, dont il devient associé en 2000.
Il devient Directeur Général de Provale (Syndicat National des Joueurs de Rugby) à l'issue de sa carrière en 2002, et participe activement à l'élaboration de la convention collective du rugby professionnel français.
En 2007, il réintègre  A la Une , à la tête de la régie commerciale exclusive du Stade Toulousain,. 
Le 27 juin 2019, il est élu co-président de l'association des « Amis du Stade », propriétaire du Stade Ernest-Wallon, aux côtés de Michel Billière. À la suite du décès de ce dernier, il reste seul Président.

## Palmarès
- vainqueur du challenge Gaudermen (1) : 1988
- Champion de France Reichel (2) : 1990 et 1991
- Vainqueur de la coupe d'Europe (1) : 1996
- Vainqueur du championnat de France (6) : 1994, 1995, 1996, 1997, 1999 et 2001
- Vainqueur du Challenge Yves du Manoir (3) : 1993, 1995 et 1998

## Statistiques en équipe nationale
- 1 sélection en équipe de France en 2000
- International France A